# Dalia Teišerskytė
Dalia Teišerskytė (ur. 27 listopada 1944 w miejscowości Leonava w rejonie rosieńskim, zm. 27 listopada 2023 w Kownie) – litewska polityk, dziennikarka, posłanka na Sejm Republiki Litewskiej (2000–2016).

## Życiorys
W 1946 jej ojciec został aresztowany i osadzony w łagrze. Dwa lata później na Syberię zesłano jej matkę i starsze rodzeństwo. Dalia Teišerskytė wraz z dwójką braci pozostała na Litwie pod opieką babki. Rozpoczęła naukę w szkole podstawowej w Kretyndze. W 1953 deportowano ją do obwodu irkuckiego, gdzie zmarli wkrótce jej dwaj bracia. Od 1959 pracowała w gospodarstwie leśnym, powróciła na Litwę w 1962.
Przez rok była zatrudniona w ogrodnictwie na terenie rejonie szkudzkim, następnie uczyła się w technikum technologicznym w Kownie. W 1974 ukończyła studia dziennikarskie na Uniwersytecie Wileńskim.
W latach 1967–1989 pracowała w różnych pismach i organizacjach, była m.in. redaktorem naczelnym czasopism kulturalnych. Później do 2000 związana z prywatną spółką akcyjną.
W 1995 znalazła się wśród założycieli Litewskiej Partii Kobiet, w 1999 przystąpiła do Litewskiego Związku Liberałów. Z ramienia tego stronnictwa w latach 2000–2004 sprawowała mandat posła na Sejm, pełniąc przez rok funkcję przewodniczącej Komisji Etyki i Regulaminowej. W wyborach w 2004 została po raz drugi wybrana do parlamentu, tym razem z listy Związku Liberałów i Centrum. Od 2005 była przewodniczącą podkomitetu ds. kultury. W klubie parlamentarnym LiCS zasiadała do października tego roku, przechodząc do frakcji liberalnej. W 2006 została jednym z założycieli nowego ugrupowania, Ruchu Liberalnego Republiki Litewskiej.
W wyborach parlamentarnych w 2008 po raz trzeci uzyskała mandat deputowanej z listy krajowej swojego ugrupowania. W 2012 została wybrana na kolejną kadencję. W wyborach w 2016 nie uzyskała poselskiej reelekcji. W 2020 powołana przez Sejm w skład Litewskiej Komisji Radia i Telewizji.